# ORBit
ORBit é um CORBA 2.4 compatível Object Request Broker (ORB). Caracteriza em C, C++ e Python bindings, e menos desenvolvidos bindings para Perl, Lisp, Pascal, Ruby, e Tcl. A maior parte do código é distribuído sob a LGPL licença, embora o IDL compilador e utilitários utilizam o GPL.
ORBit foi escrito originalmente para servir como middleware para o projeto GNOME, mas tem sido utilizado fora do projeto.

## Ligações Externas
- ORBit2 Home Page
- ORBit Resource Page